# ثليثاء (حزم العدين)

تعديل مصدري - تعديل

ثليثاء محلة تابعة لقرية المائدة، التابعة لعزلة المعيظة بمديرية حزم العدين إحدى مديريات محافظة إب في الجمهورية اليمنية، بلغ تعداد سكانها 96 حسب تعداد اليمن لعام 2004.